# 孔菲耶恩扎
孔菲耶恩扎（義大利語：Confienza），是意大利帕维亚省的一个市镇。总面积26平方公里，人口1695人，人口密度65.2人/平方公里（2009年）。国家统计（ISTAT）代码为018052。